# Caleb Lyon

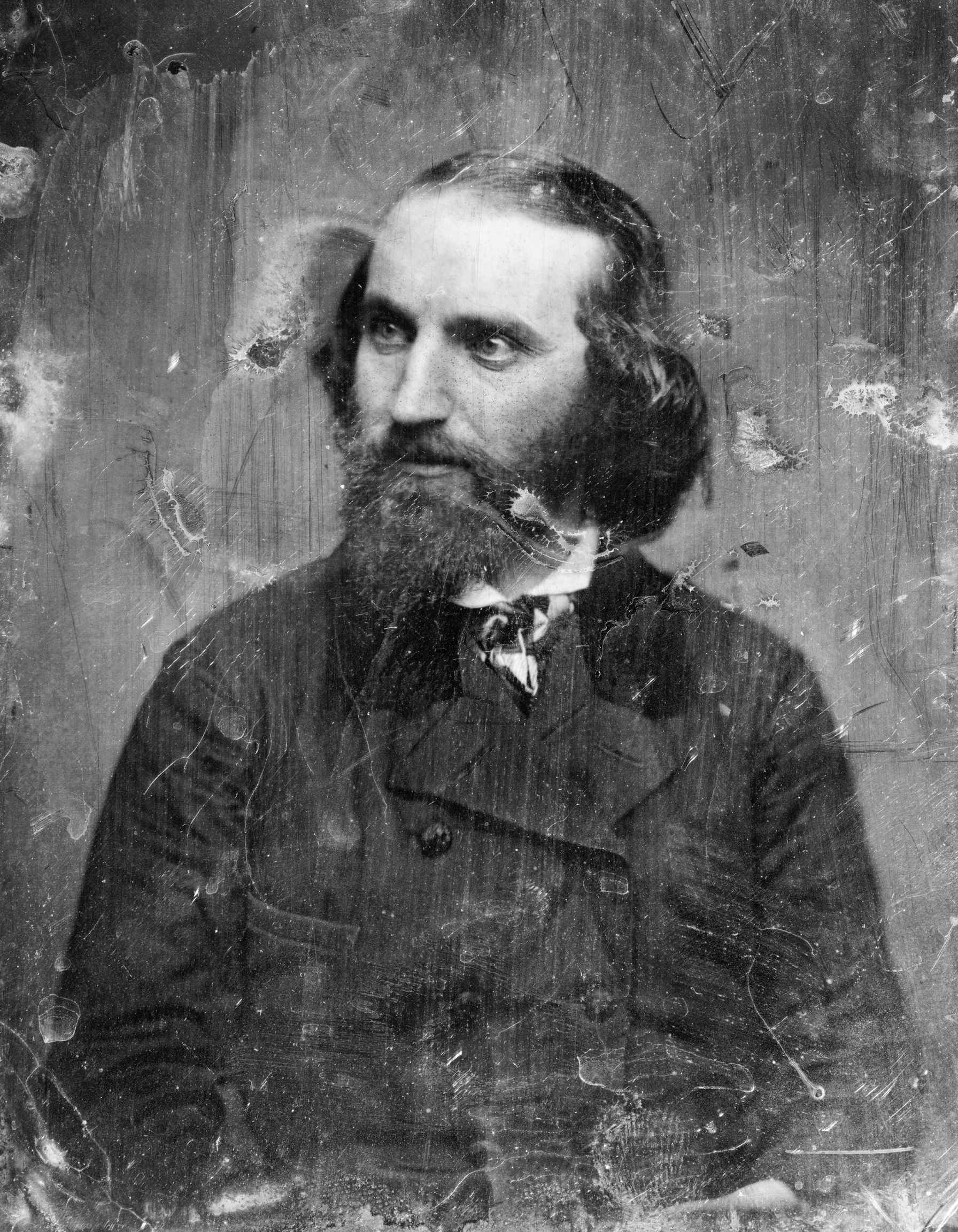
Caleb Lyon

Caleb Dell Lyon (* 7. Dezember 1822 in Greig, Lewis County, New York; † 8. September 1875 in Rossville, Staten Island, New York) war ein US-amerikanischer Politiker und von 1864 bis 1865 Gouverneur des Idaho-Territoriums. Von 1853 bis 1855 vertrat er den Staat New York als Abgeordneter im US-Kongress.

## Frühe Jahre
Caleb Lyon besuchte die öffentlichen Schulen in Lyondale und im kanadischen Montreal. Danach studierte er bis 1841 an der Norwich University in Northfield (Vermont). Lyon liebte Reisen ins Ausland, wo er fremde Kulturen und Bräuche kennenlernte. In den Vereinigten Staaten hielt er dann Vorträge über seine auf diesen Reisen gesammelten Eindrücke. Außerdem war er auch als Schriftsteller tätig.

## Politische Laufbahn
Im Jahr 1847 wurde ihm die Stelle des amerikanischen Konsuls in Shanghai angeboten, die er aber ablehnte. Stattdessen zog er nach Kalifornien, wo er an der verfassungsgebenden Versammlung dieses Staates teilnahm. Im Jahr 1850 kehrte er nach New York zurück, wo er Mitglied im Staatssenat war. Dieses Mandat legte er aber aus Protest gegen den Ausbau des Eriekanals nieder. Zwischen dem 4. März 1853 und dem 3. März 1855 vertrat er als parteipolitisch Unabhängiger den Staat New York im US-Repräsentantenhaus.
Im Jahr 1864 wurde Lyon von Präsident Abraham Lincoln zum Territorialgouverneur in Idaho ernannt. Dieses Amt übte er bis zum 10. April 1866 aus. Dort gelang es ihm, einen Vertrag über Landabtretungen mit den Indianern abzuschließen. In seiner Amtszeit als Gouverneur wurde die Hauptstadt des Territoriums von Lewiston nach Boise verlegt. Diese Maßnahme war in der Bevölkerung heftig umstritten. Auch ansonsten war er in Idaho nicht sehr beliebt. Man warf ihm Veruntreuung der öffentlichen Gelder vor. Sein Staatssekretär Horace C. Gilson entwendete die Staatskasse und setzte sich außer Landes ab. Dadurch war die Staatskasse leer. Das alles schadete auch dem Ansehen Lyons.
Nach seiner Zeit in Idaho kehrte Caleb Lyon auf sein Anwesen „Lyonsmere“ in Staten Island zurück. Dort ist er im Jahr 1875 auch verstorben.